# Aghla Beg
Aghla Beg (irl.  Eachla Beag) – góra w  hrabstwie Donegal, w Irlandii. Ma dwa szczyty, jeden ma wysokość 564 metrów (1850 stóp), drugi 603 metrów (1,978 stóp).

## Położenie
Góra jest trzecią najbardziej wysuniętą na północ i piątą najwyższą w łańcuchu górskim, jedną z siedmiu sióstr, Seven Sisters. Siedem sióstr, to Muckish, Crocknalaragagh, Ardloughnabrackbaddy, Aghla More, Errigal, Mackoght i Aghla Beg; Siedem sióstr należy do gór Derryveagh.